# Armand Kaliz
Armand Kaliz (23 de outubro de 1887 — 1 de fevereiro de 1941) foi um ator norte-americano nascido na França, atuante na era do cinema mudo e início do período sonoro da década de 1930.
Nascido em Paris, Kaliz começou sua carreira no vaudeville. Ele apareceu em filmes como The Temptress (1926), com atrizes como Greta Garbo, fazendo algumas aparições de 82 filme entre 1917 e 1941.
Já trabalhou com os seguintes diretores: Mervyn LeRoy, Thornton Freeland e Roy Del Ruth, entre outros.
Depois de 1933, a maioria dos seus pequenos papéis em filmes foi creditado e faleceu em 1 de fevereiro de 1941, vítima de um ataque cardíaco, em Beverly Hills, Califórnia.

## Filmografia selecionada
- The Siren (1917)
- Let's Get a Divorce (1918)
- The Belle of Broadway (1926)
- Say It with Diamonds (1927)
- The Stolen Bride (1927)
- That's My Daddy (1928)
- God's Gift to Women (1931)